# Historia de los jardines botánicos
Los primeros jardines botánicos, denominados hortus medicus, hortus academicus o jardines de simples, surgieron con el objetivo de auxiliar en la enseñanza de la materia médica y de abastecer a las boticas de plantas medicinales. Con la expansión geográfica europea se utilizaron para el cultivo y el estudio botánico de las nuevas especies vegetales exóticas.

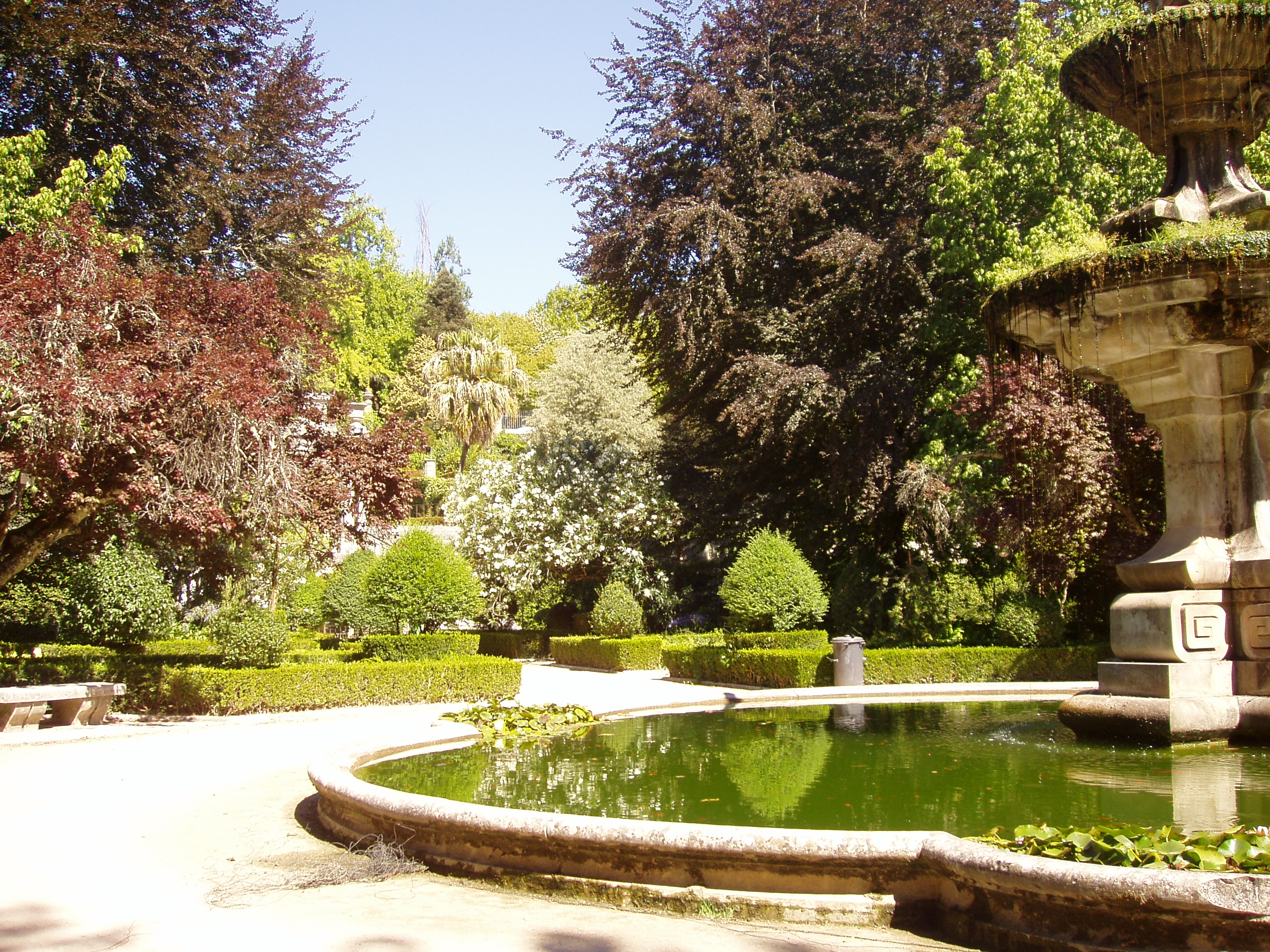
Jardín botánico de Coímbra

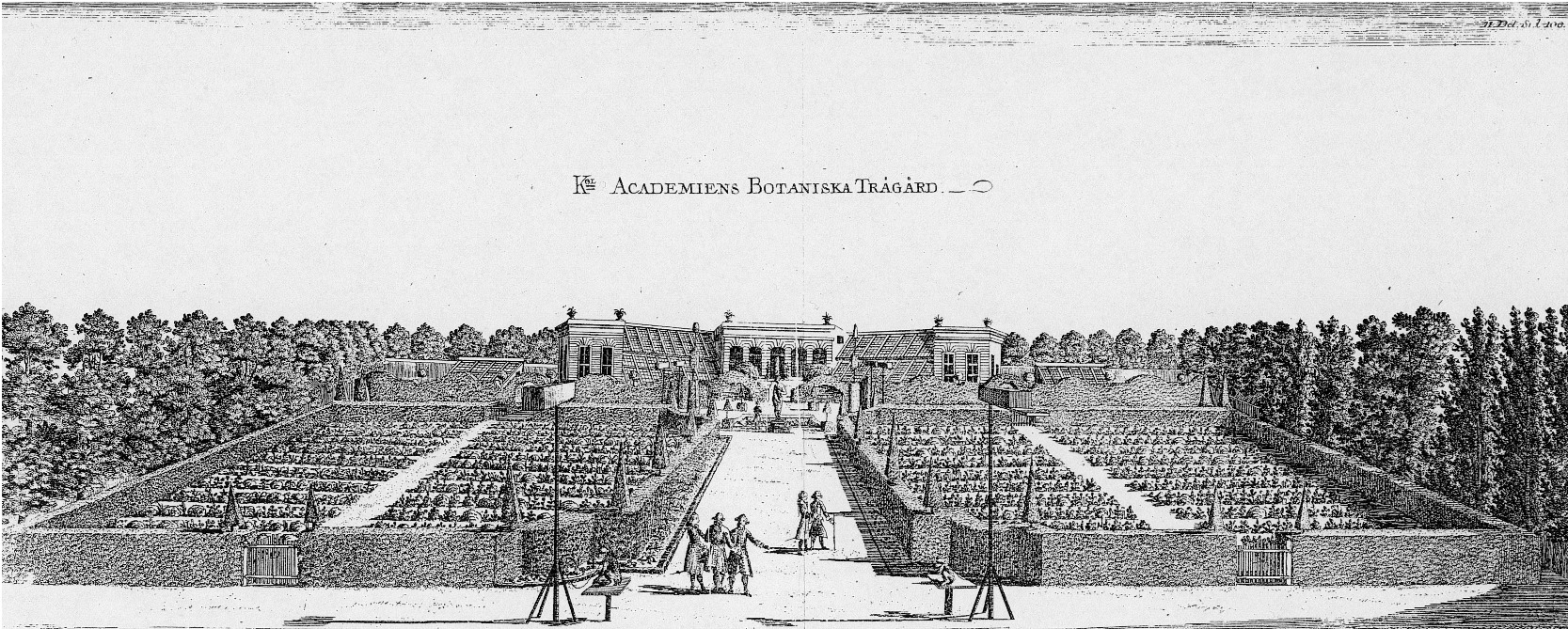
El jardín botánico de Linneo

## Edad Antigua

### Egipto antiguo
La representación más antigua que se conoce es la del Jardín Real de Tutmosis III (c 1000 c), diseñado por Nekht, jefe de los jardines anexos al templo de Karnak. A pesar de la belleza de estos jardines, se considera que su importancia se debe a razones económicas.

### China
Se considera que los chinos fueron los verdaderos inventores de la noción del jardín botánico. Antiguos documentos señalan que los gobernantes enviaban recolectores a recoger especímenes vegetales a lugares distantes, para luego cultivarlos en razón de su valor medicinal y económico.
La mitología china supone que el legendario emperador Shen Nung (hacia el siglo XXVIII a. C.) buscó las cualidades medicinales de las plantas y su uso para la curación de enfermedades. Si esto es correcto, es una repetición de la historia que condujo a la fundación de los jardines monásticos en el siglo IX.

## Edad Media
Considerada por muchos como la edad oscura, lo fue también en relación con el avance del conocimiento científico. Con respecto a las ciencias biológicas, hubo pequeños avances. Muchos estudiantes de medicina comenzaron a enfocar su trabajo en la botánica.
En el siglo XIII, Alberto Magno escribió De Vegetabilis et Plantis e De animalibus, dando especial importancia a la reproducción y la sexualidad de las plantas y los animales. Como Roger Bacon, su contemporáneo, Alberto estudió intensamente la naturaleza, usando intensivamente el método experimental. En términos del estudio de la botánica, sus obras son de importancia comparable a los de Teofrasto.

## Renacimiento
La flora local aún desconocida y la aparición de nuevas especies de plantas se convirtió en objeto de estudio. El interés en la representación fiel de las plantas medicinales introdujo un nuevo concepto en la literatura y el arte. 
De materia medica, obra de Dioscórides fue la principal fuente de información.
Otto Brunfels (1489-1534) escribió el primer Herbarium vivae eicones, en el que describe e ilustra gráficamente las plantas.
Leonhart Fuchs, contemporáneo de Brunfels, describe e ilustra en su De historia stirpium medio millar de plantas pertenecientes a la flora de Alemania.

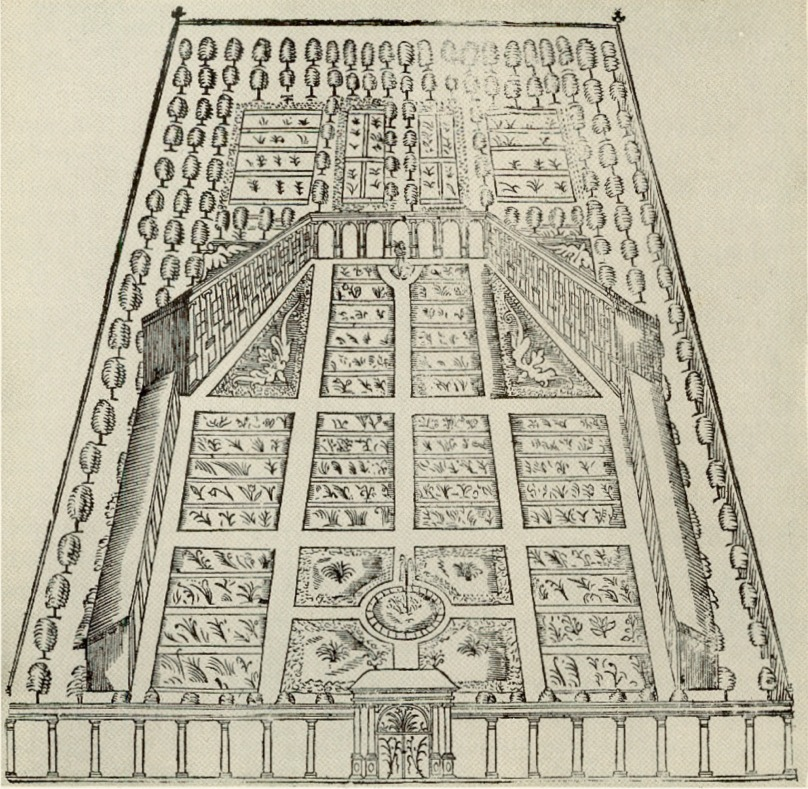
Plano primitivo del Jardín de Linné (1707-1778), en Upsala, en 1675

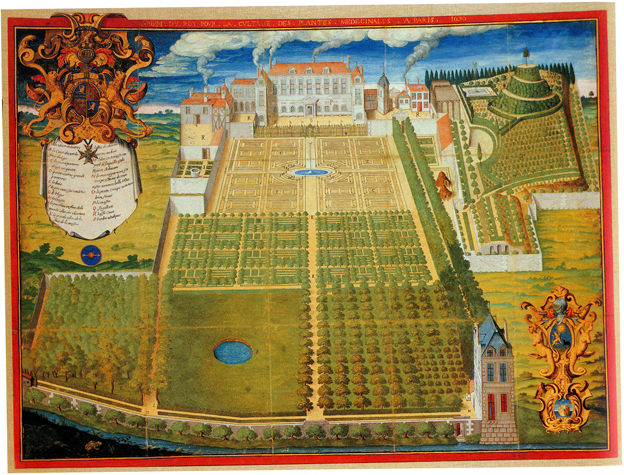
Jardin du roi, grabado de Frédéric Scalberge (1636)

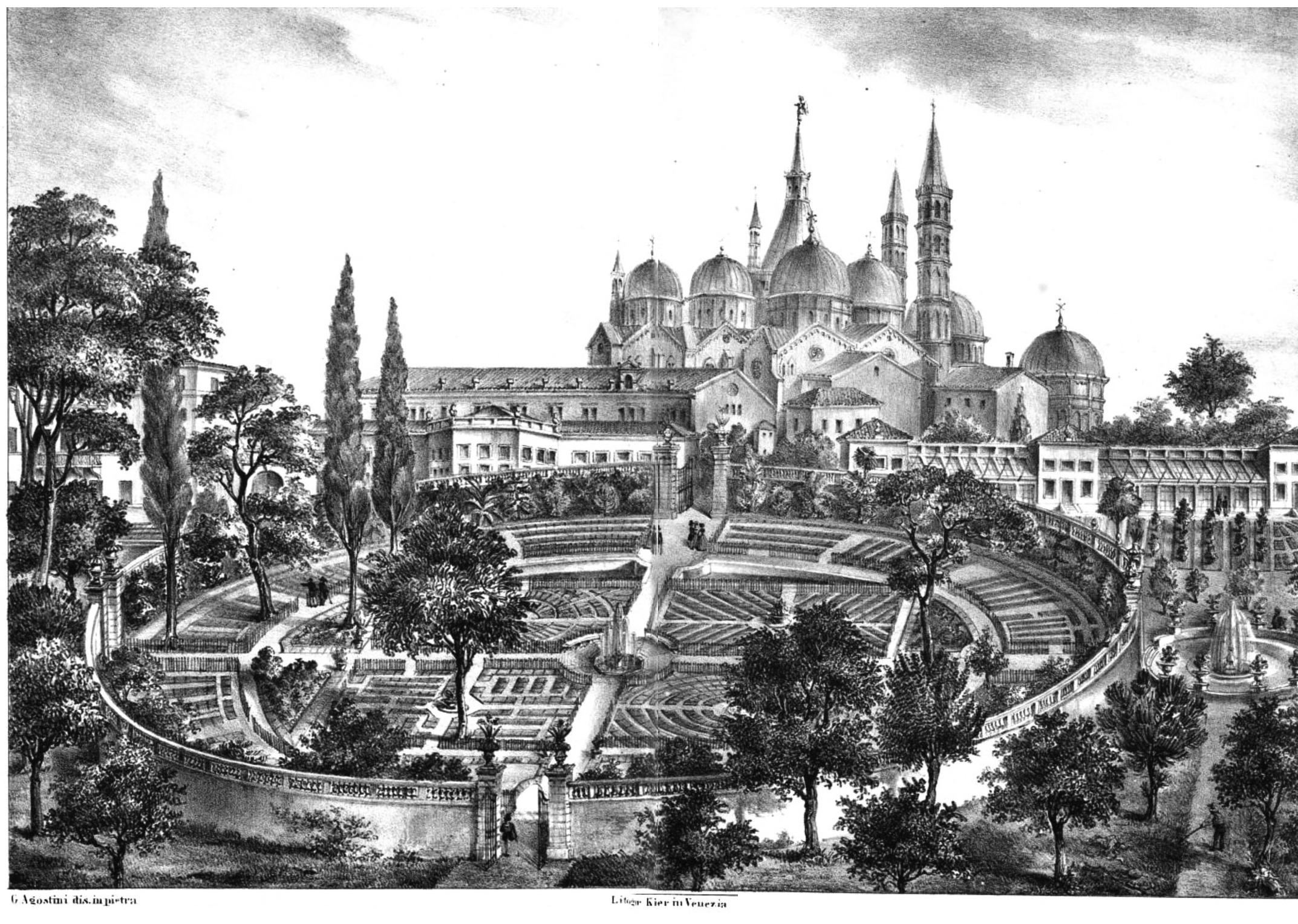
Jardín botánico de Padua (u Orto dei Semplici); al fondo, la Basílica de San Antonio

## Cronología de la aparición de los jardines botánicos
| Año  | País                        | Acontecimiento | Época       |
| ---- | --------------------------- | --- | ----------- |
| 1535 | Bandera de Alemania         | Leonhart Fuchs funda en Tübingen el primer jardín botánico alemán, el Alter Botanischer Garten Tübingen. | Siglo XVI   |
| 1544 | Bandera de Italia           | Luca Ghini funda el Jardín Botánico de Pisa. | Siglo XVI   |
| 1545 | Bandera de Italia           | Fundación del Jardín Botánico de Padua y del Jardín de simples de Florencia. | Siglo XVI   |
| 1567 | Bandera de España           | Creación del Jardín botánico de Valencia para estudiar las plantas medicinales en Valencia. | Siglo XVI   |
| 1568 | Bandera de Italia           | Ulisse Aldrovandi crea el Jardín botánico de Bolonia. | Siglo XVI   |
| 1578 | Bandera de Francia          | Jean Bauhin (1541-1613) crea un jardín botánico en Montbéliard, los Grands Jardins, para Luis III, duque de Wurtemberg (r. 1568-1593), que dirigirá hasta su muerte. | Siglo XVI   |
| 1580 | Bandera de Alemania         | Jardín botánico de la Universidad de Leipzig. | Siglo XVI   |
| 1586 | Bandera de Alemania         | Establecido el Jardín Botánico de Jena como hortus medicus, tercero de Alemania seis años después del de Leipzig en 1580. En 1630 fue cambiado y ampliado perceptiblemente por el profesor Werner Rolfinck. | Siglo XVI   |
| 1589 | Bandera de Suiza            | Fundación del Jardín botánico de Basilea ligado al "Colegio Menor" de la Universidad de Basilea en Rheinsprung. Es el jardín botánico más antiguo de Suiza. | Siglo XVI   |
| 1590 | Bandera de los Países Bajos | La Universidad de Leiden es autorizada por el burgomaestre de la ciudad a establecer un hortus academicus, Hortus Botanicus Leiden, para cuya dirección se nombra a Carolus Clusius (1526-1609). | Siglo XVI   |
| 1560 | Bandera de Suiza            | Fundación del Antiguo Jardín botánico de Zúrich. El origen de este jardín fue debido a Conrad Gessner, que fundó un jardín de plantas medicinales y un herbario. Su descendiente, el naturalista Johannes Gessner (1709-1790), abrió un primer jardín botánico en 1746 en colaboración con la Sociedad de Naturalistas de Zúrich (Naturforschende Gesellschaft Zürich). Es el jardín botánico más antiguo fundado en Suiza, luego desaparecido. |             |
| 1593 | Bandera de Francia          | Enrique IV de Francia confía a Pierre Richer de Belleval (1564-1632), profesor de botánica y anatomía en Montpellier, la creación de un Jardin Royal, el Jardín de plantas de Montpellier, inspirado en el de Padua. Es el jardín botánico más antiguo de Francia. |             |
| 1593 | Bandera de Alemania         | Henricus Smetius (1537-1614), profesor de medicina, crea un hortus medicus en la Universidad de Heidelberg, el Jardín botánico de Heidelberg. |             |
| 1593 | Bandera de Francia          | Jardín de la Facultad de Medicina de París. |             |
| 1600 | Bandera de Dinamarca        | Fundación del primer hortus medicus de Copenhague, posteriormente el Jardín botánico de la Universidad de Copenhague. | Siglo XVII  |
| 1619 | Bandera de Francia          | Fundación del Jardín botánico de la Universidad de Estrasburgo por la Academia protestante en el barrio de la Krutenau dirigido por el profesor de medicina Rudolph Salzmann. | Siglo XVII  |
| 1621 | Bandera de Inglaterra       | Fundación del Jardín botánico de la Universidad de Oxford. | Siglo XVII  |
| 1626 | Bandera de Francia          | Jean Héroard (1551-1628) y Guy de La Brosse (ca. 1586-1641) obtienen letras patentes de Luis XIII autorizándoles a adquirir, en nombre del rey, un terreno en París a fin de fundar en él un Jardin royal des herbes médicinales. | Siglo XVII  |
| 1629 | Bandera de Francia          | Fundación del primer jardín precursor del Jardín botánico de Burdeos solicitado por la facultad de medicina de Burdeos. Se creó como jardín de simples para abastecer a los boticarios de plantas medicinales en los cursos de formación. | Siglo XVII  |
| 1635 | Bandera de Francia          | Publicación del edicto de creación del jardín de plantas en París, con el nombre de Jardin royal des plantes médicinales. | Siglo XVII  |
| 1638 | Bandera de Dinamarca        | Nace el Hortus Botanicus Ámsterdam, como Hortus Medicus fundado por el consistorio de la ciudad para que sirviera como jardín de hierbas medicinales para los remedios de médicos y boticarios. | Siglo XVII  |
| 1655 | Bandera de Suecia           | Olaus Rudbeck (1630-1702), naturalista y profesor de medicina en la Universidad de Upsala, inicia a plantación de lo que será el Jardín de Linneo de Upsala. | Siglo XVII  |
| 1666 | Bandera de Alemania         | Herrenhäuser Garten, Hanover. | Siglo XVII  |
| 1669 | Bandera de Alemania         | Jardín botánico de la Universidad de Kiel (Christian-Albrechts-Universität). | Siglo XVII  |
| 1670 | Bandera de Escocia          | Real Jardín Botánico de Edimburgo. |             |
| 1672 | Bandera de Alemania         | Jardín Botánico de Berlín. |             |
| 1673 | Bandera de Inglaterra       | Se establece el Jardín medicinal de Chelsea como Apothecaries’ Garden en Chelsea, un barrio de Londres. |             |
| 1687 | Bandera de Francia          | Se crea el «jardín de los boticarios», precursor del Jardín de plantas de Nantes. |             |
| 1718 | Bandera de Francia          | El «Jardin du Roy», situado en París, se convierte en el Jardin royal des plantes, un verdadero establecimiento de estudo de los vegetales y no más solo de las especies de valor medicinal. | Siglo XVIII |
| 1728 | Bandera de Estados Unidos   | El jardín botánico estadounidense más antiguo todavía existente, el Bartram's Garden, es establecido en Filadelfia (en Pensilvania). | Siglo XVIII |
| 1735 | Bandera de Mauricio         | El primer jardín botánico tropical nace en Pamplemousses, en la isla de Mauricio. | Siglo XVIII |
| 1736 | Bandera de Alemania         | Jardín Botánico de Göttingen es fundado por Albrecht von Haller (1708-1777). | Siglo XVIII |
| 1755 | Bandera de España           | Fundación del Real Jardín Botánico de Madrid por una orden del rey Fernando VI de España. | Siglo XVIII |
| 1768 | Bandera de Portugal         | Comienza la construcción del Jardín Botánico de Ajuda en Lisboa. | Siglo XVIII |
| 1772 | Bandera de Portugal         | Creado el Jardín Botánico de Coímbra, motivado por la reforma de la Universidad. | Siglo XVIII |
| 1779 | Bandera de Italia           | La Accademia dei Regi Studi de Palermo instituye una cátedra de "Botânica e Matéria médica", a la cual se le asigna un terreno para plantar un jardín botánico , el Jardín Botánico de Palermo. | Siglo XVIII |
| 1788 | Bandera de España           | Fundación por parte del rey Carlos III de España del Jardín de Aclimatación de la Orotava en la isla de Tenerife. | Siglo XVIII |
| 1759 | Bandera de Inglaterra       | Fundación del Jardines botánicos de Kew en Londres. | Siglo XVIII |
| 1793 | Bandera de Francia          | Fundación del Muséum national d'histoire naturelle qui succède en tant qu'institution scientifique au « Jardin du Roy » devenu Jardin national des plantes. | Siglo XVIII |
| 1808 | Bandera de Portugal         | Por decreto del príncipe-regente Dom João (futuro rey D. João VI) se crea el Jardim Botânico do Rio de Janeiro, en ese momento denominado Horto Real. | Siglo XIX   |
| 1826 | Bandera de Bélgica          | Jardín Botánico de Bruselas. | Siglo XIX   |
| 1840 | Bandera de Inglaterra       | Los jardines de Kew, en Londres, son reconocidos bajo la apelación de «Jardines botánicos nacionales» y reorganizados bajo la dirección de William Hooker (1785-1865). | Siglo XIX   |
| 1859 | Bandera de Estados Unidos   | Se abre al público el Missouri Botanical Garden en Saint-Louis por su fundador, un emigrante inglés llamado Henry Shaw (1800-1889). | Siglo XIX   |
| 1884 | Bandera de Francia          | El Jardín botánico de la Universidad de Estrasburgo se instala en su emplazamiento actual, en el momento de la creación de la Universidad imperial alemana por Guillermo I. | Siglo XIX   |